# 印綬
印绶即印章和綬帶，是古代君主授予臣属作为官爵证明的制度。通过綬帶颜色、印章材质和印纽样式的不同组合区分位阶。

## 概述
据《汉书》等记载，在汉代印綬制度中，印章的材质有玉（传国璽）、金、银、铜，绶带的颜色有彩色（皇帝六色）、綟（绿）色、紫色、蓝色、黑色、黄色。
此外，印钮有鱼、蛇、龙、虎、龟、羊、马、驼、鼻、瓦、桥等形状。
朝贡制度下的邻国名义上是中原王朝的附庸，都被授予了印綬，被称为外臣，待遇比朝廷内臣低一级。
汉朝的諸侯王，如果是内臣，就赐金璽綟綬，而外臣则是金印紫綬。如汉委奴国王印和亲魏倭王印都是金印紫绶。

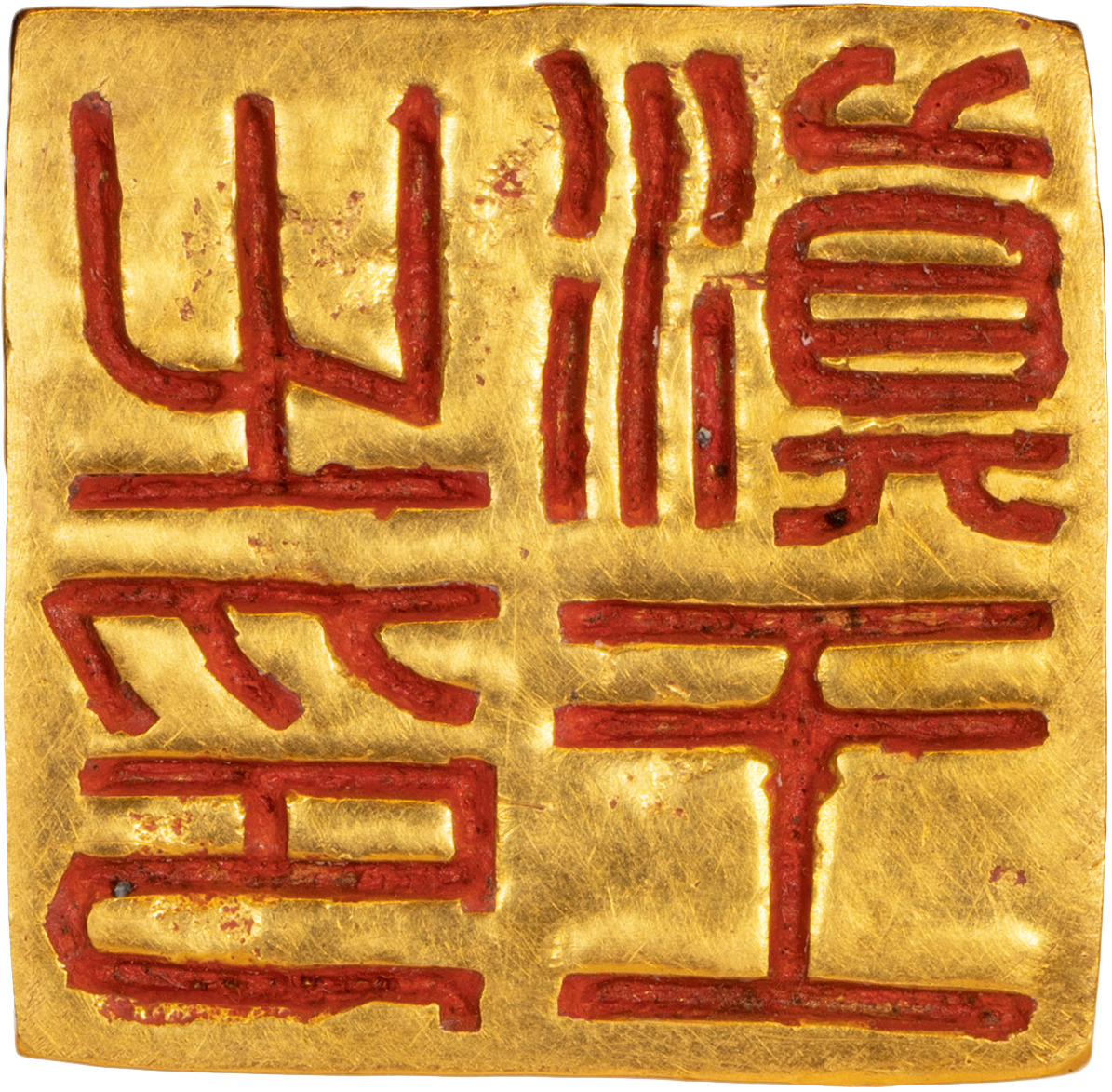
滇王之印

在日本以天皇为中心的朝廷，授予各地国司印綬。琉球王国曾被清国皇帝授予镀金驼钮银印。

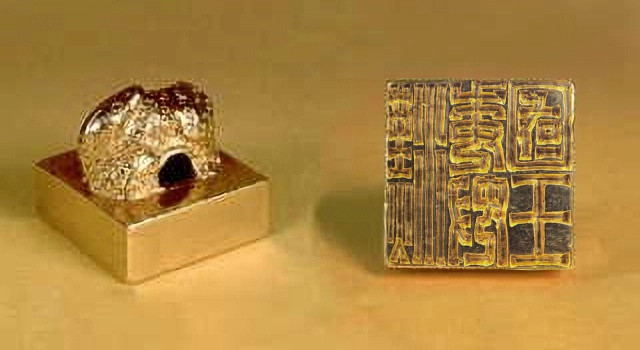
漢委奴国王印

这种象征官阶勋等的印绶制度也体现在命理学中，八字十神中的正印和偏印。